# Guru Chökyi Wangchug
| Tibetische Bezeichnung                            |
| ------------------------------------------------- |
| Wylie-Transliteration: gu ru chos kyi dbang phyug |
| Andere Schreibweisen: Guru Chökyi Wangchug        |
| Chinesische Bezeichnung                           |
| Vereinfacht: 古如•却吉旺秀                        |
| Pinyin:Guru Queji Wangxiu                         |

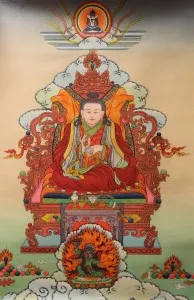
Guru Chöwang

Guru Chökyi Wangchug (tib. gu ru chos kyi dbang phyug; geb. 1212; gest. 1270) oder Guru Chöwang (gu ru chos dbang) war ein Tertön bzw. Schatzentdecker der Nyingma-Schule des tibetischen Buddhismus. Er ist der Entdecker der Früheren Schätze (gter kha gong ma).
Guru Chökyi Wangchug gilt als der zweite der Fünf Tertön-Könige (gter ston rgyal po lnga).
Frühere und Spätere Schätze (gter kha gong 'og) ist die tibetische Bezeichnung für die von Nyang Ral Nyima Öser und Guru Chökyi Wangchug im 12. bzw. 13. Jahrhundert entdeckten Schätze (Terma).